# Mănăstirea Snagov
Mănăstirea Snagov este un important monument istoric și de artă feudală din Țara Românească, care se găsește pe insula situată în partea nordică a lacului Snagov, în localitatea Snagov și în apropierea satului Siliștea Snagovului (din comuna Gruiu).  Mănăstirea este probabil una din ctitoriile domniei târzii a lui Mircea cel Bătrân, fiind prima dată atestată documentar în 1408. A fost refăcută de mai multe ori de alți domnitori, printre care se pot menționa Vlad Țepeș, Mircea Ciobanul, Neagoe Basarab.
În prezent mai sunt vizibile doar biserica, un turn și o fântână.
Biserica are trei hramuri: 26 septembrie (Sfântul Voievod Neagoe Basarab - ctitorul actualei biserici), 26 septembrie (Sfântul Antim Ivireanul - stareț  al mănăstirii) și 21 noiembrie (Intrarea în Biserică a Maicii Domnului, cel mai vechi dintre aceste hramuri).
Insula a fost cedată gratuit Patriarhiei Române de către Primăria Snagov și este administrată de Arhiepiscopia Bucureștilor.

## Descriere

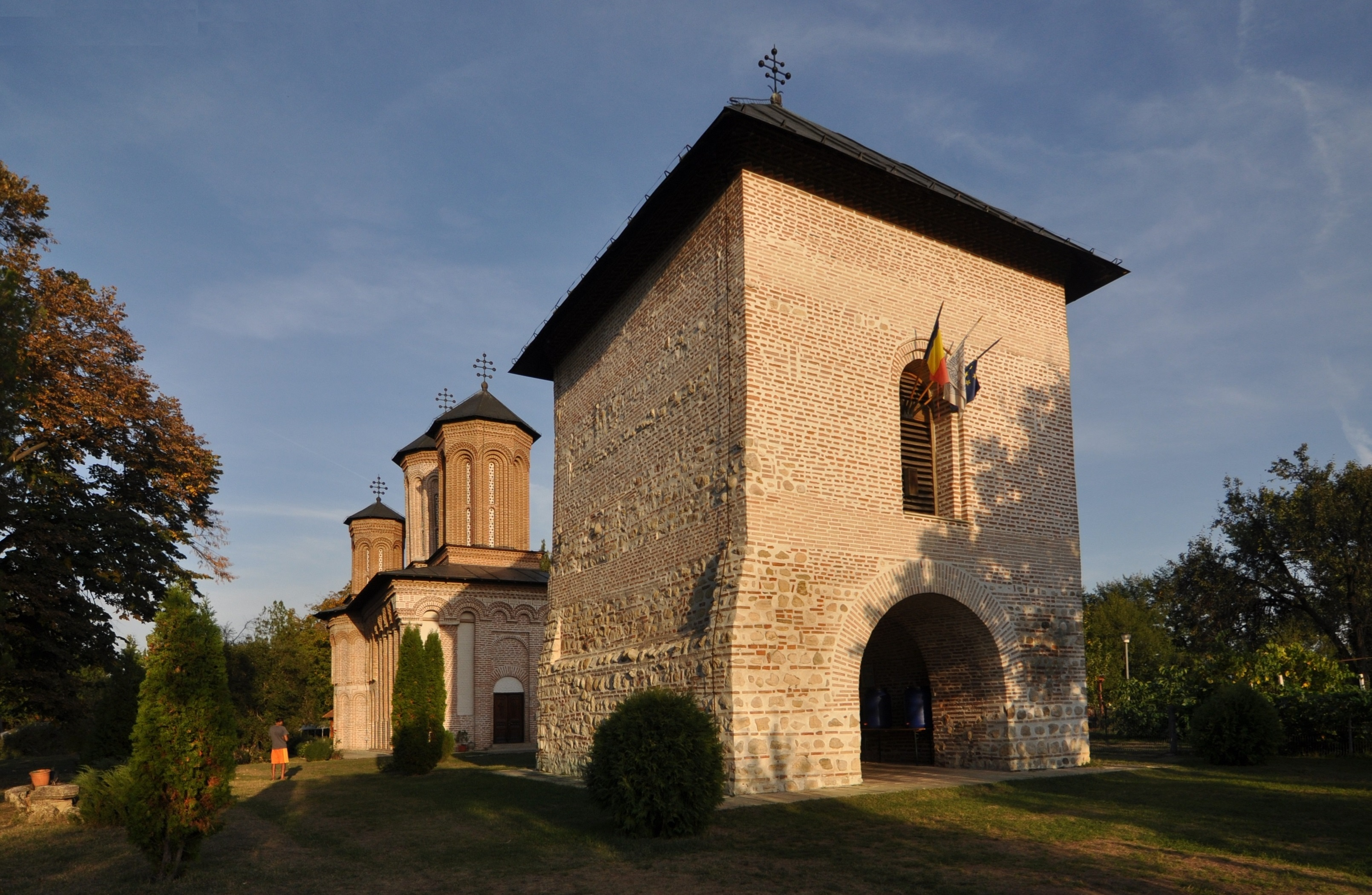
Manastirea Snagov

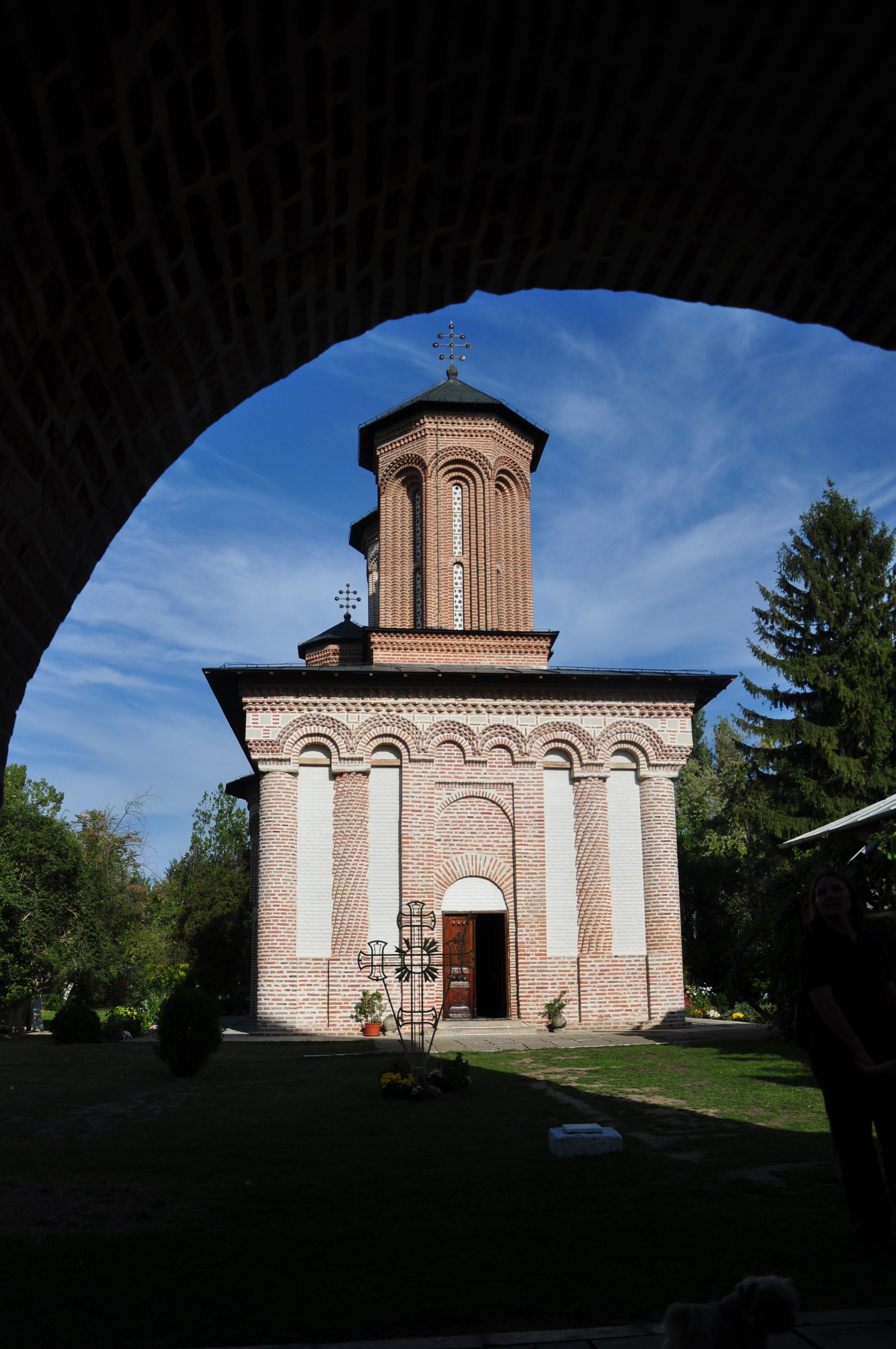
Manastirea Snagov

Biserica este construită în stil bizantin având elemente decorative în stil românesc. Exteriorul este păstrat în cărămidă aparentă se observă formele cărămizilor și măiestria artistică a acestui monument. Biserica are balcon, navă și altar. Balconul era susținut de 16 stâlpi de diverse forme geometrice, foarte frumos ornate cu cărămidă aparentă. Se pot vedea la exteriorul pronaosului.
Până în anul 1856 a funcționat și o închisoare, pentru trădători și tâlhari.
Tunel de refugiu pe sub apă și clopotniță. Clopotniță măreață din piatră de râu și cărămidă aparentă.
Din inscripțiile săpate în lemn de unul din preoții deservenți aici putem citi: “Oprea Ierei; Io Constantin (Brâncoveanu) Voievod leat 7200” (1792-1793) ceea ce denotă că la această dată s-au făcut unele lucrări la biserică, probabil de Mihai Cantacuzino spătarul, în memoria stolnicului Constantin Cantacuzino ucis la Mânăstirea Snagov.
A fost schit de călugărițe până la 1810 când Mitropolitul Filitis l-a desființat mutând obștea la Țigănești.Cutremurul din 1814 a produs grave stricăciuni bisericii.
Mănăstirea Snagov, cunoscuta și sub denumirea de Mănăstirea Vlad Țepeș este situată pe o mică insulă din partea de Nord-Vest a lacului Snagov. Vechi centru de spiritualitate și cultura ortodoxa, el dăinuie pe temeliile unei vechi așezări dacice.
În urma cercetărilor arheologice din 1933, o prima așezare monahală a existat aici în secolul al XI-lea, care, fiind din lemn, a ars.
Prima atestare documentara scrisa, referitoare la aceasta mănăstire, datează din a doua jumătate a sec. al XIV–lea, din timpul domniilor lui Dan I (1383-1386) și Mircea cel Bătrân (1386-1418). În anul 1453 Vladislav al II- lea zidește un paraclis cu hramul "Buna Vestire", scufundat în jurul anului 1600, ale cărui uși împărătești se păstrează la Muzeul Național de Artă al României.
În jurul anului 1456 Vlad Țepeș, dispune construirea unui zid de apărare, a unui pod, a unei închisori pentru trădători și tâlhari și a unui tunel de refugiu pe sub apa, care ar exista și astăzi.
Pe locul acesta, încărcat de mister și bântuit de sufletele celor uciși, se înălța biserica actuala zidita de Neagoe Basarab la 1521 (cea anterioara fiind distrusa de un puternic cutremur).
Biserica a suferit mari refaceri în timpul domniei lui Mircea Ciobanu. Pridvorul a fost transformat în pronaos, prin zidirea spațiilor dintre coloane, la jumătatea sec. XVI. Biserica a fost pictată în timpul domniei lui Petru Schiopul în 1563 de Dobromir cel Tânăr. Această pictură este păstrată doar în pronaos. În naos și altar, actuala pictură este făcută în 1815, de Gheorghe Zugravul.
Biserica a fost folosită ca necropolă domnească, astfel se mai pastrează pietrele de mormânt ale unor dregători decapitați pentru trădare sau calugăriți cu forța pentru același motiv ca: Dragomir Postelnicul, Stoica Logofatul, Parvu Vornicul, Ioan Călugărul, Serafim Mitropolitul. În naos, în fața ușilor împărătești, se află lespedea funerară a voievodului Vlad Țepeș, ucis în 1476 în pădurea din preajma Băltenilor. Tot aici, și-a găsit sfârșitul, în decembrie 1662, și bătrânul postelnic Constantin Cantacuzino.
Mănăstirea s-a afirmat ca un centru panortodox prin sprijinul domnului Matei Basarab, care a instalat o tipografie ]n 1643. Apogeul cultural a fost atins în timpul lui Constantin Brâncoveanu, când stareț al mănăstirii este Antim Ivireanul (1694-1705), devenit mai târziu mitropolit al Țării Românești. El a tipărit aici cărți bisericești în limbile română, greacă, arabă, slavonă și gruzină care au dus faima meșterilor de la Snagov în Grecia, Asia Mică și Egipt.
Biserica afectată de pe urma cutremurelor din 1977 și 1986 a fost consolidată în anii 1998 – 2000.

### Lăcaș de cultură și artă

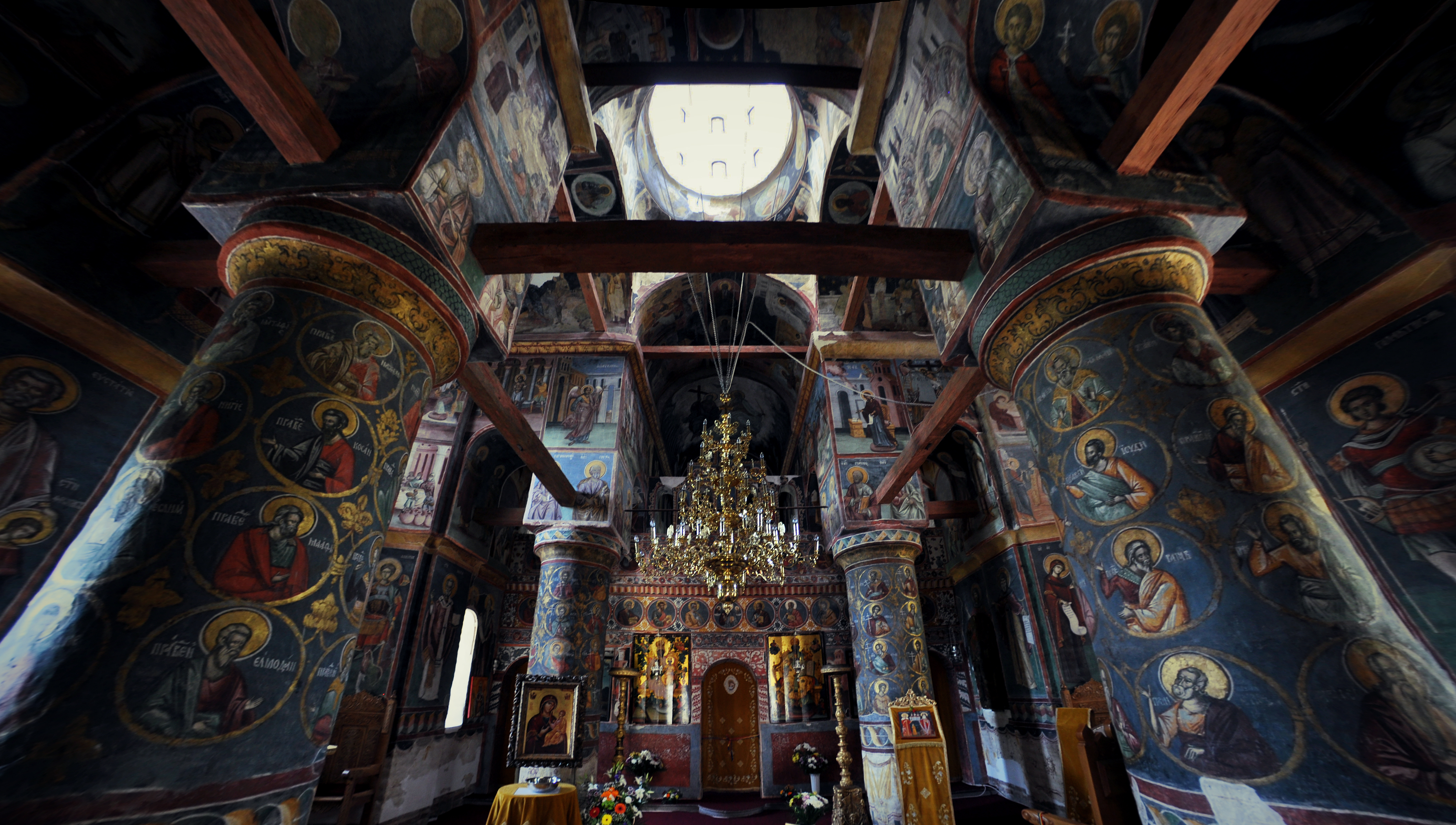
Biserica Snagov -interior

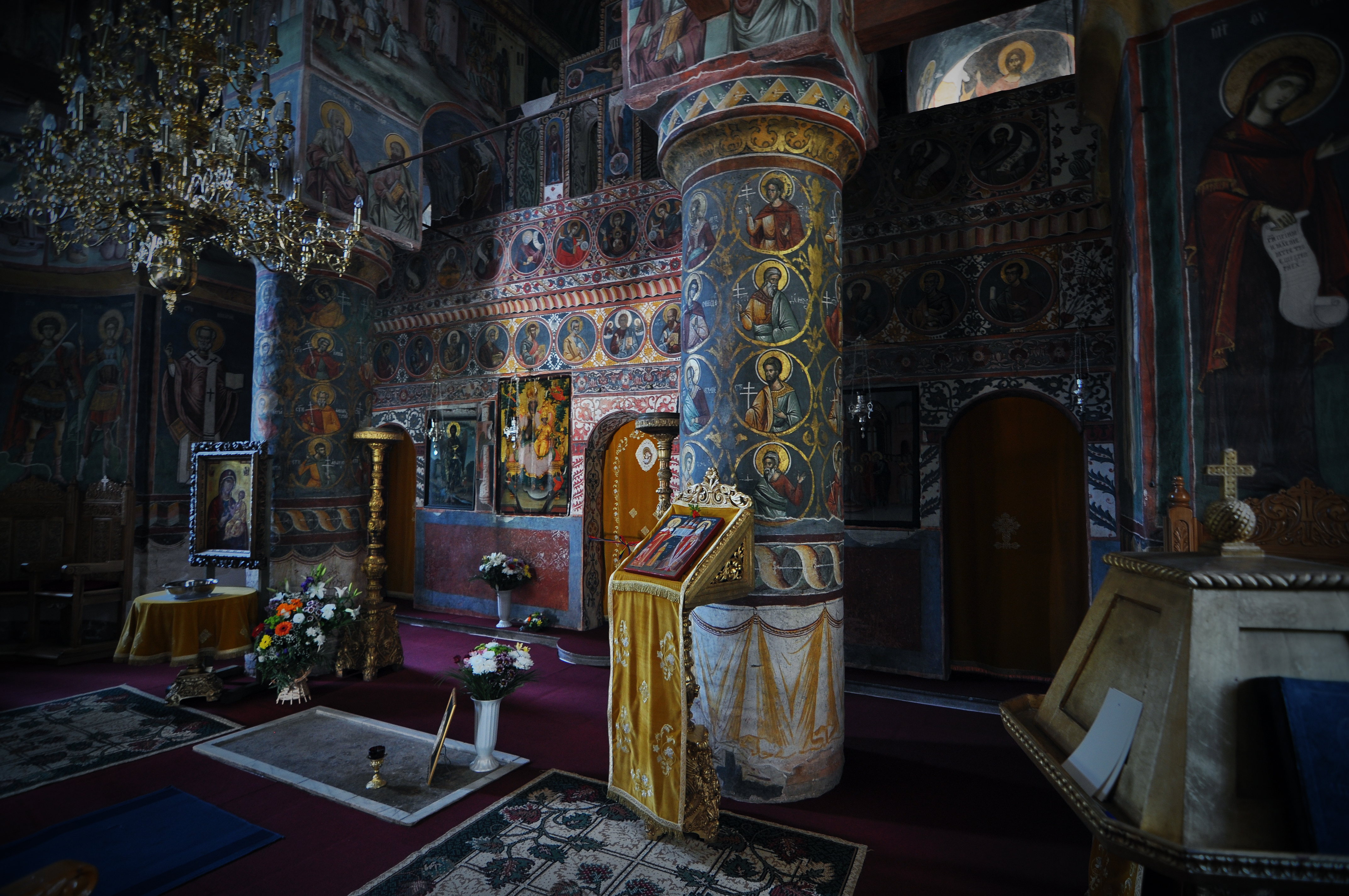
Biserica Snagov -interior

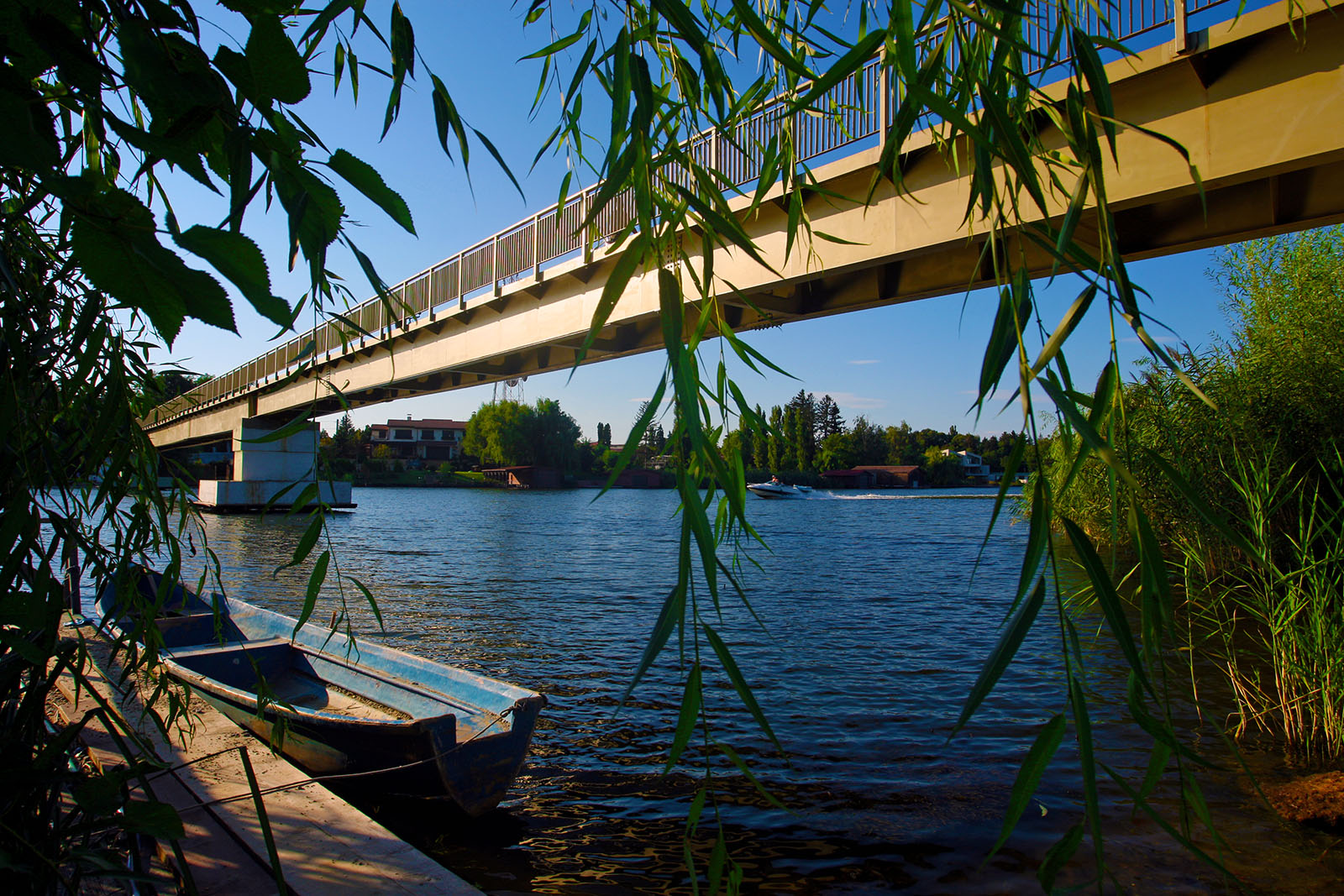
Pasarela pietonala spre manastire

Mănăstirea a fost în timpul îndelungatei sale istorii active un important centru monahic dar și de cultură, întrucât domnitorul Constantin Brâncoveanu a înființat aici una din tipografiile sale de cea mai bună calitate.  Printre alții, tipografia l-a avut în fruntea sa pe cărturarul Antim Ivireanul, care a tipărit, pentru prima dată cu litere mobile, primele cărți în limba română cu caractere latine.  Astfel, întâia carte cu litere latine a epocii limbii române moderne a fost „Orânduiala slujbei Sfinților Constantin și Elena”.
Printre altele, Mănăstirea Snagov a adăpostit la diferite momente valori materiale și culturale deosebite.
Mănăstirea a adăpostit pentru perioade îndelungate de timp unul din centrele de batere al monedei din Valahia, fiind firesc denumită popular și „bănie”.

### Poziție strategică
Datorită poziție sale strategice remarcabile, fiind construită pe o insulă a unui lac aflat în mijlocul unui codru imens, Codrul Vlăsiei, Mănăstirea Snagov a funcționat adeseori ca loc de refugiu și surghiun.  Spre exemplu, după înăbușirea Revoluției de la 1848 din Țara Românească, capii revoluției între care și Mitiță Filipescu au fost detinuți pe insula Snagov.
Podul construit din bârne de stejar, care lega insula de țărmul lacului, a fost incendiat în timpul Revoluției din 1821, nemaifiind niciodată refăcut până în 2009, când se construiește o pasarelă pietonală.

### Mormântul lui Vlad Țepeș
Mănăstirea este faimoasă și datorită presupusei înmormântări a lui Vlad Țepeș în incinta acesteia.
Aceasta este credința localnicilor la care s-au adaugat si opiniilor specialistilor: Alexandru Odobescu (vezi în "Câteva ore la Snagov") și Nicolae Iorga. Conform legendei, după moartea lui Vlad Țepeș, survenită în urma bătăliei cu turcii din 1476, care îi susținuseră pe Dănești în obținerea tronului Valahiei, călugării mânăstirii i-ar fi găsit și ascuns trupul domnitorului, respectiv l-ar fi înmormântat creștinește după "limpezirea apelor". Înmormântarea s-ar fi petrecut pe ascuns și fără nici un fast din cauza noului domnitor instalat de turci, care era din familia Dăneștilor.
Ipoteza a fost desigur cercetată, dar adevărul încă nu poate fi încă stabilit cu precizie. 
Mormântul din fata altarului, cercetat de arheologul Dinu Rosetti în perioada 1933-1934  nu mai conținea nimic relevant. Însă a fost găsit un alt sicriu cu un corp îmbrăcat și însoțit de mai multe obiecte - specifice unui domnitor. Însă cele găsite și depuse la muzeul de istorie din București au dispărut înainte de o riguroasă reanalizare. 
Există și istorici care afirmă că mormântul său ar putea fi mai degrabă la ctitoria sa de la Comana - conform opiniei reputatului medievist Constantin Rezachevici.

## Imagini

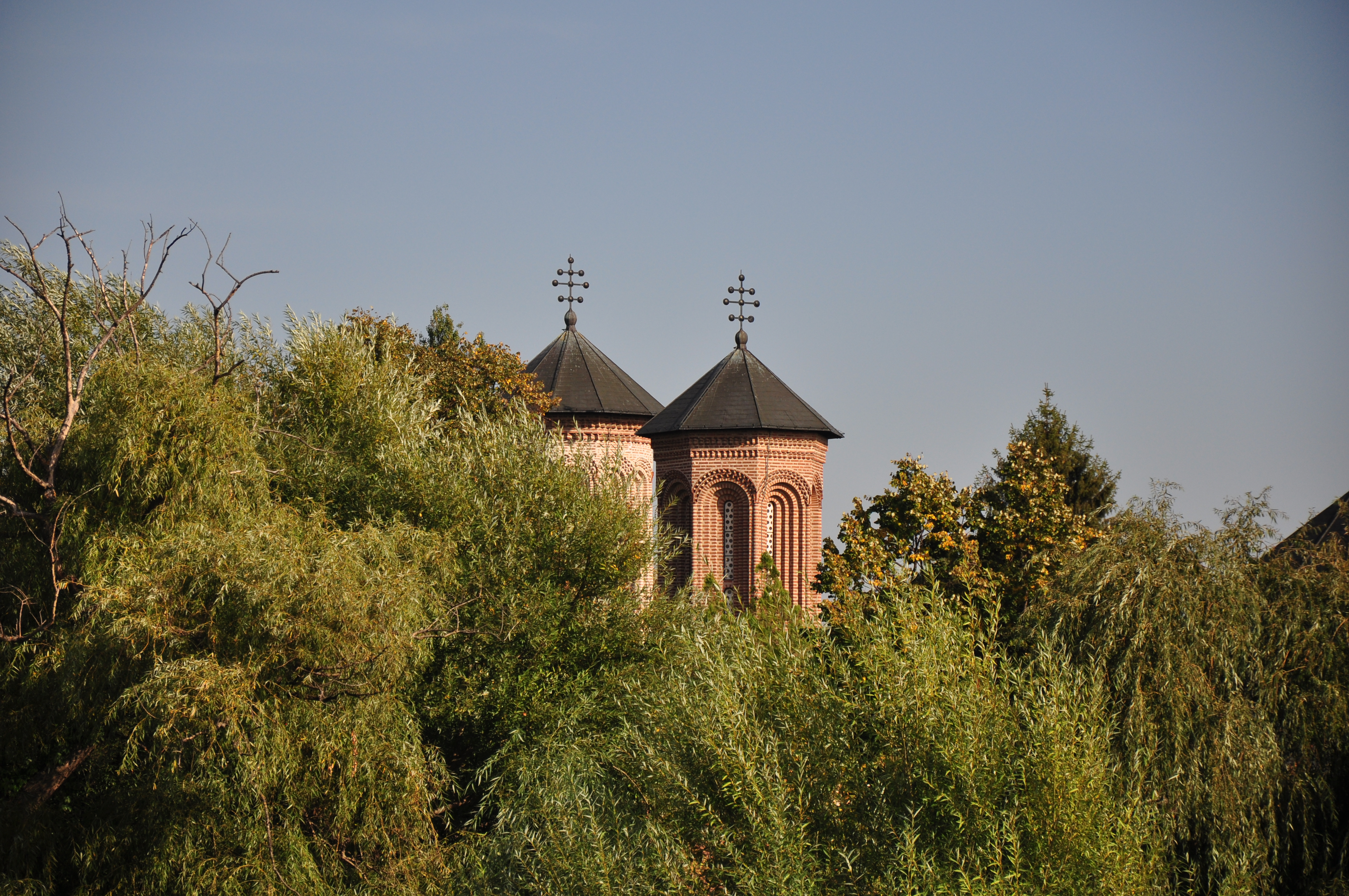
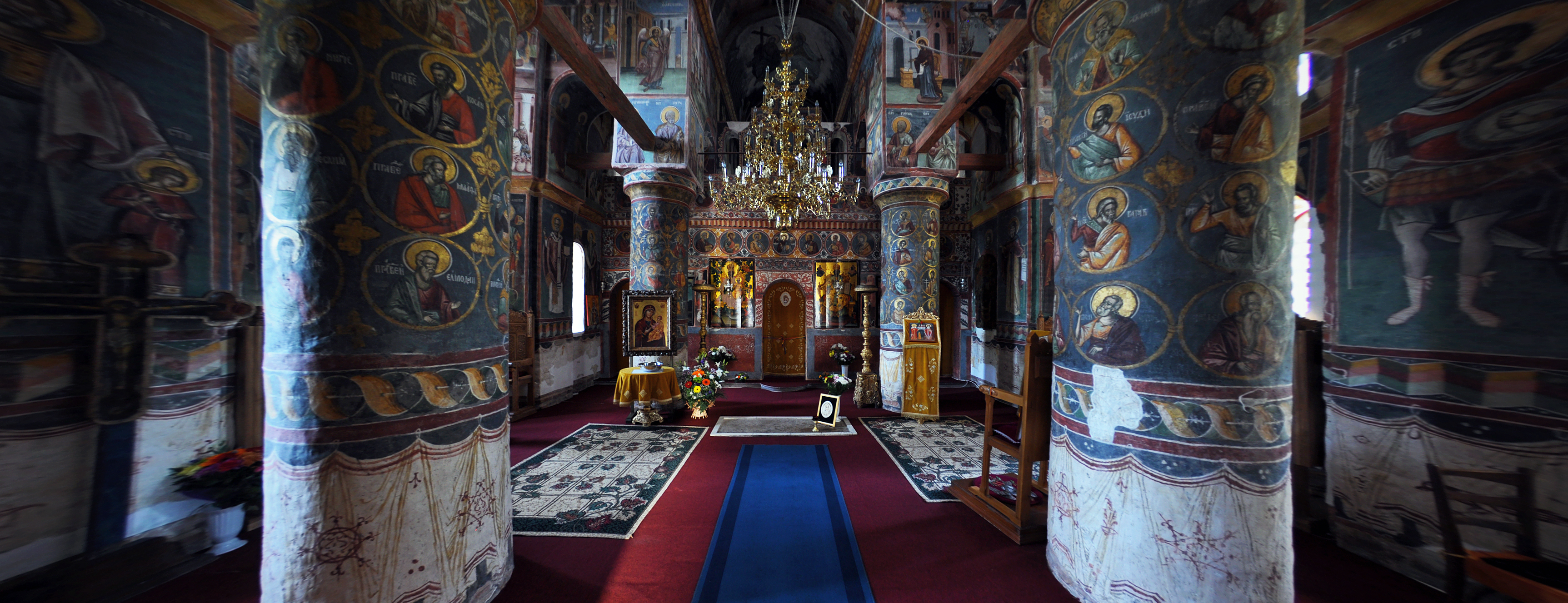
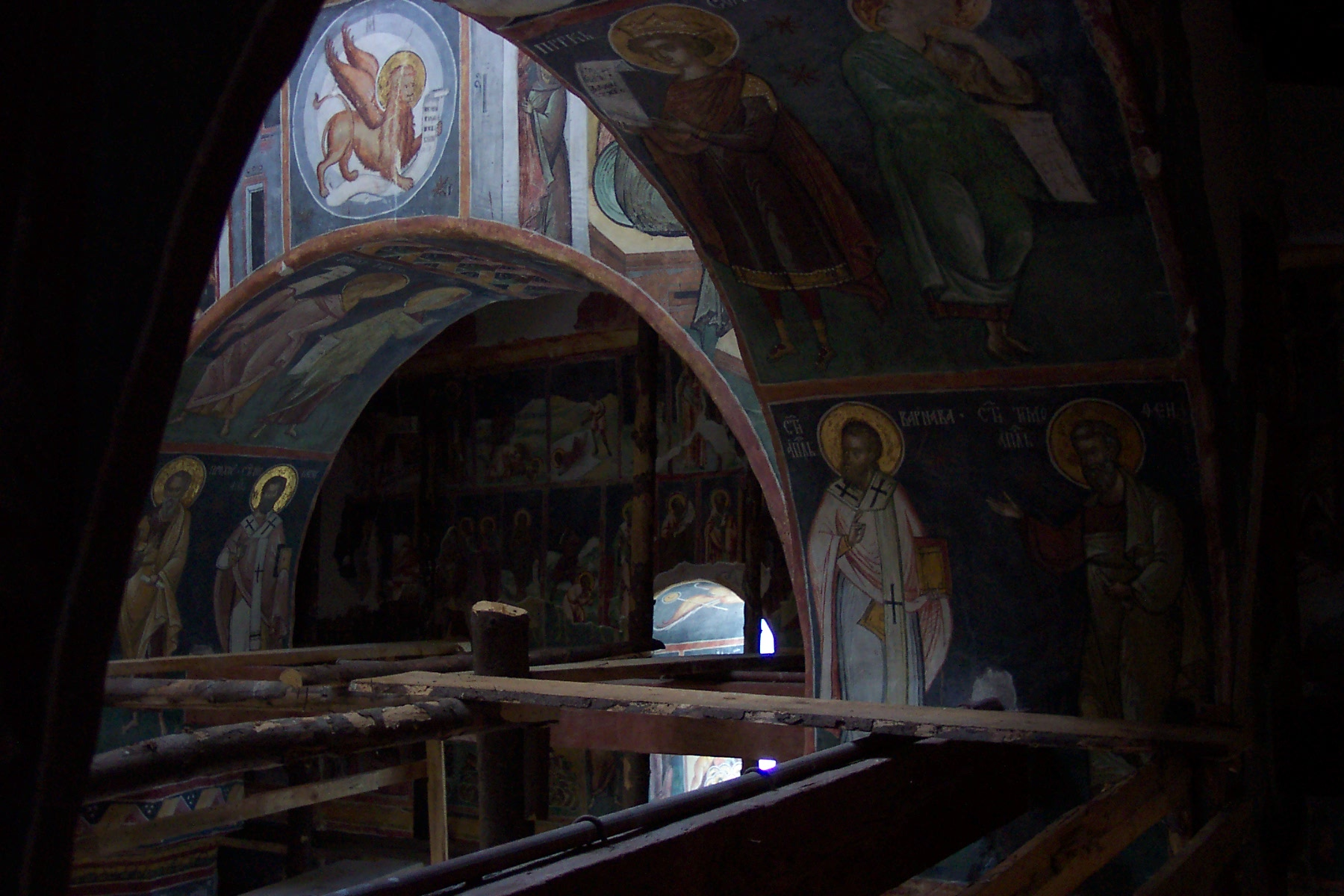
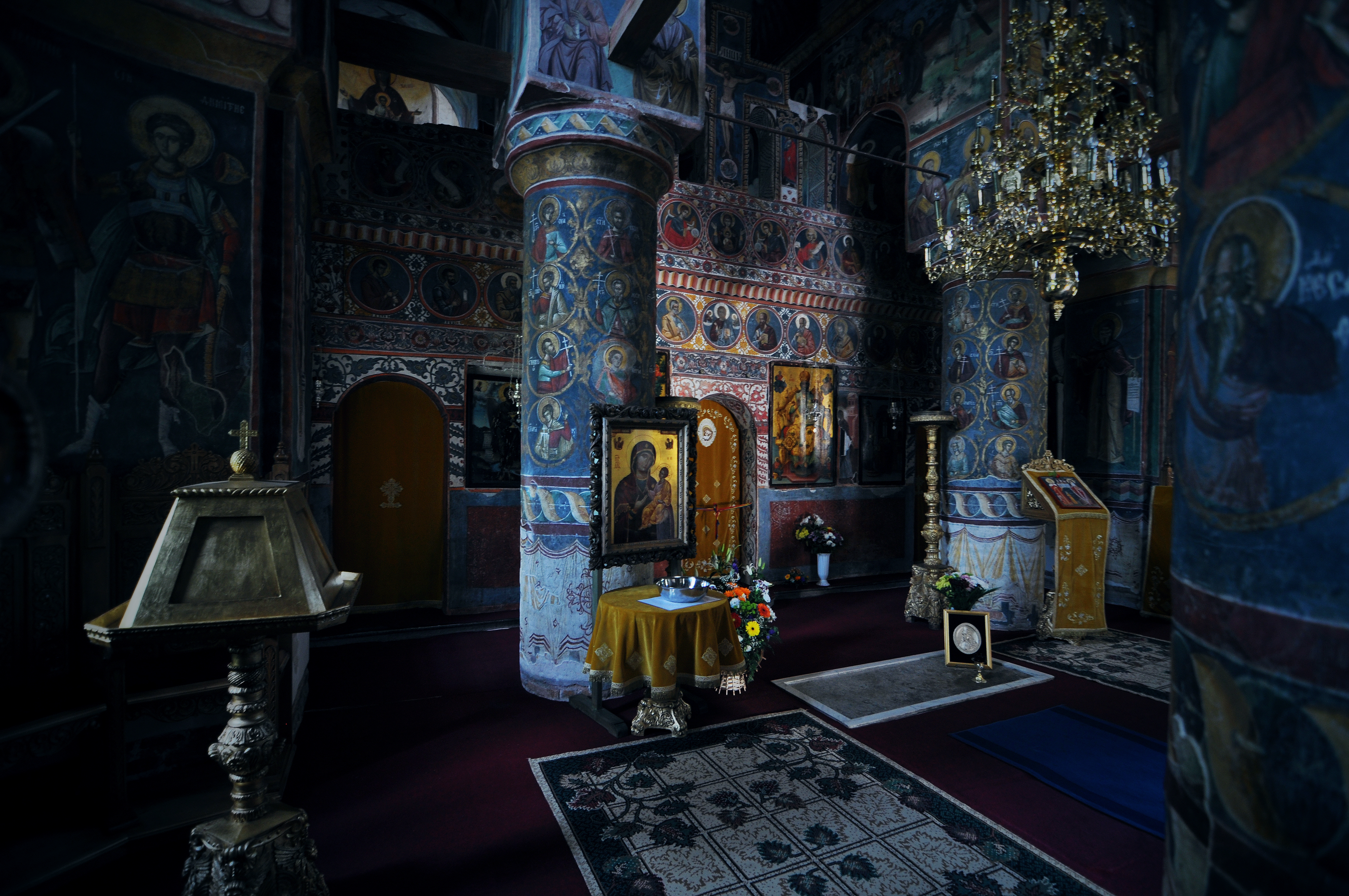
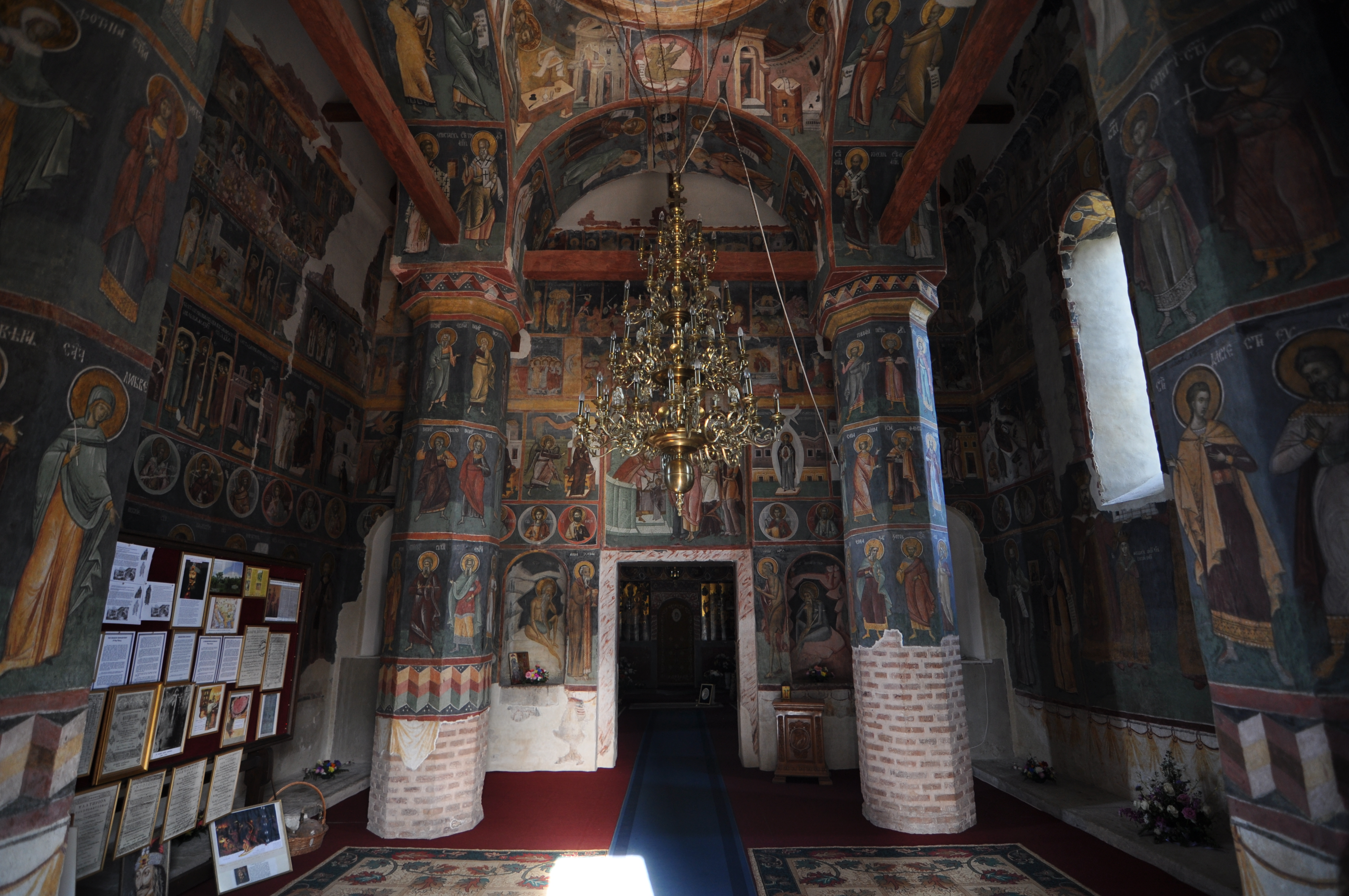
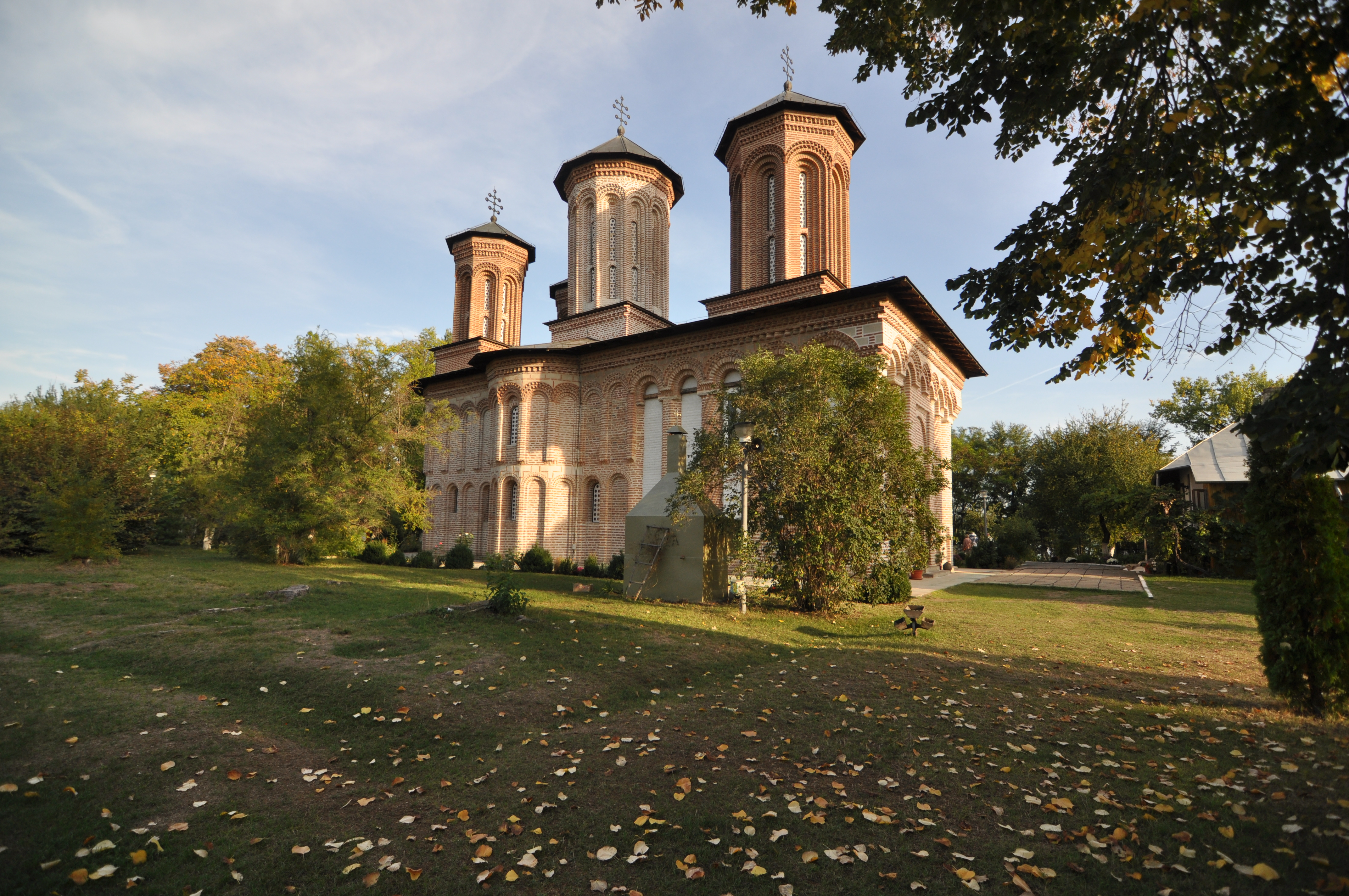
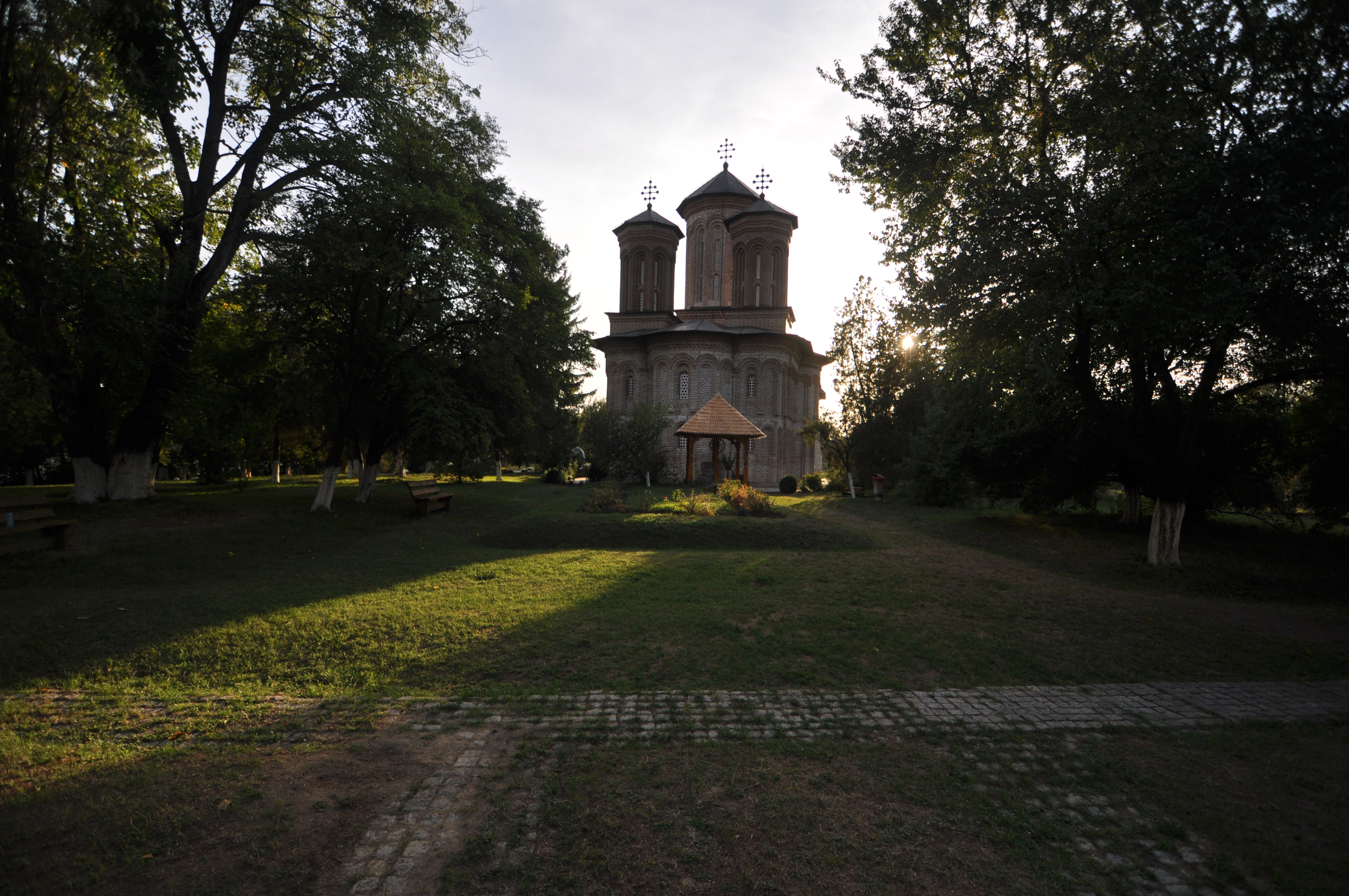
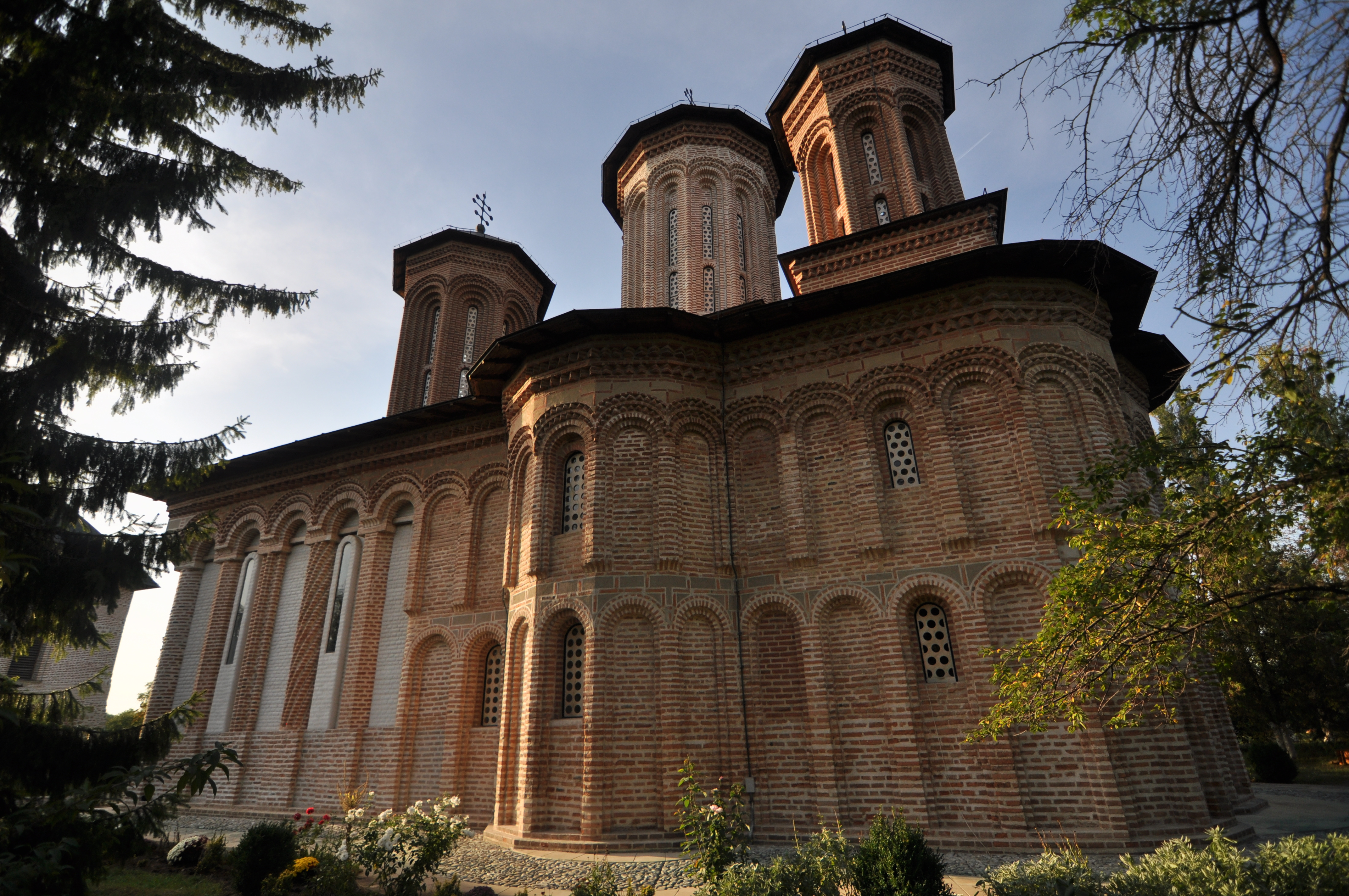
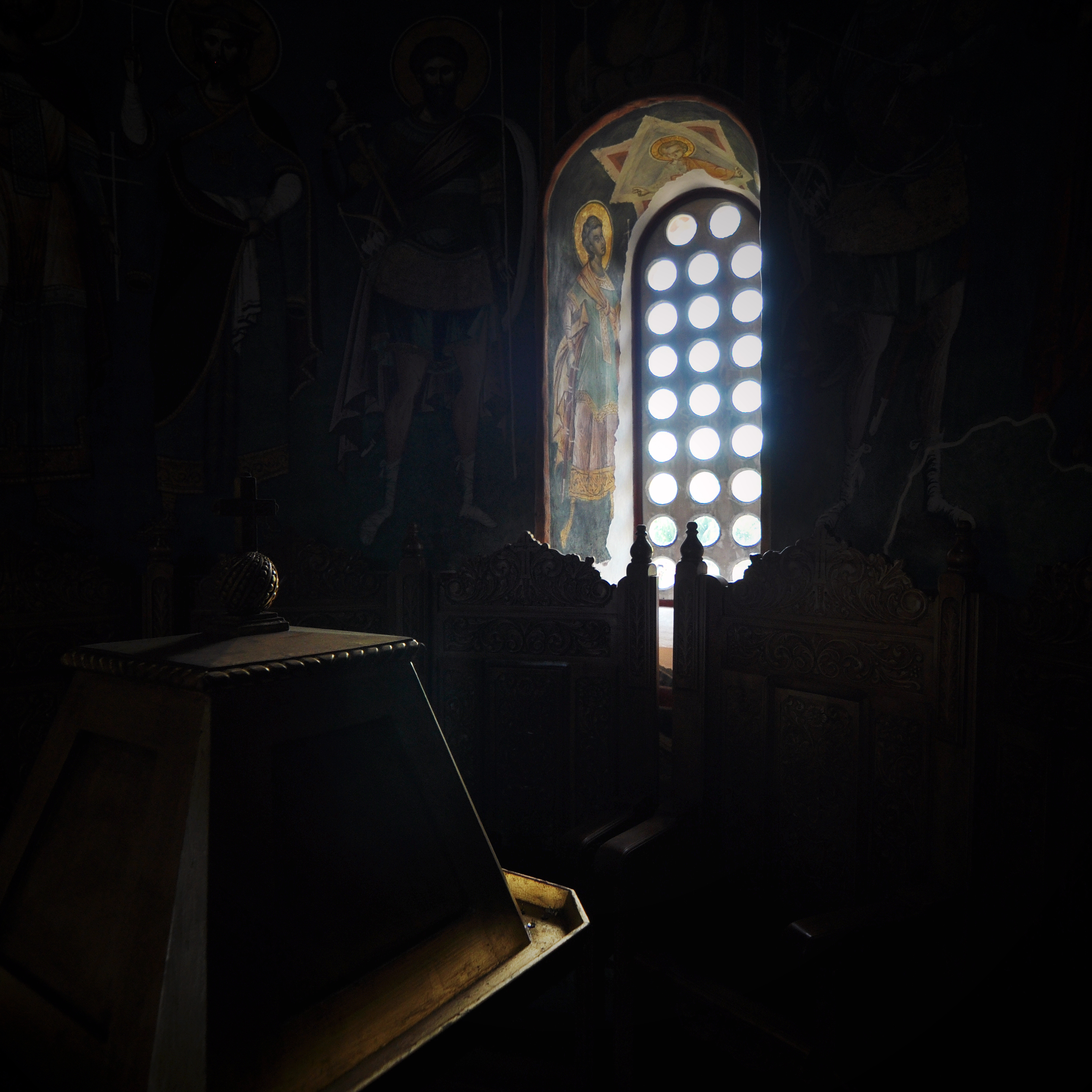
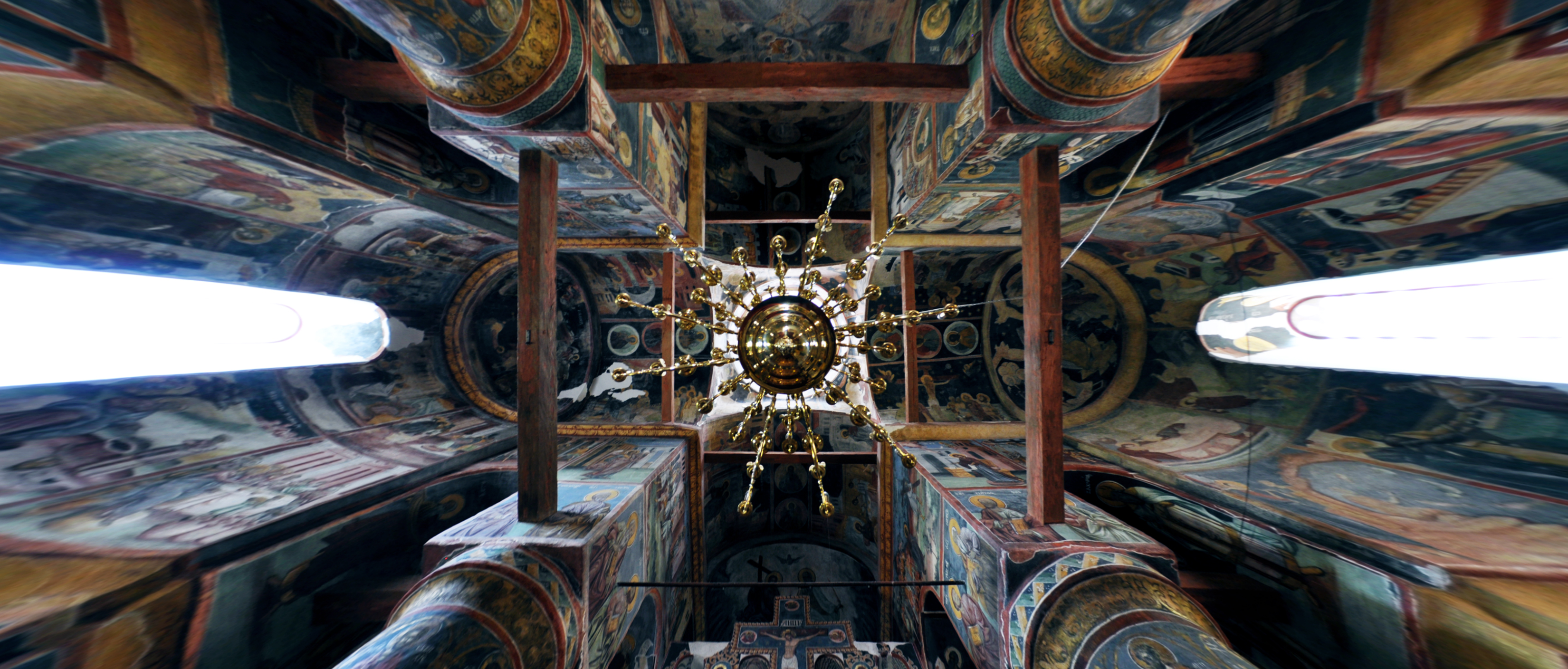
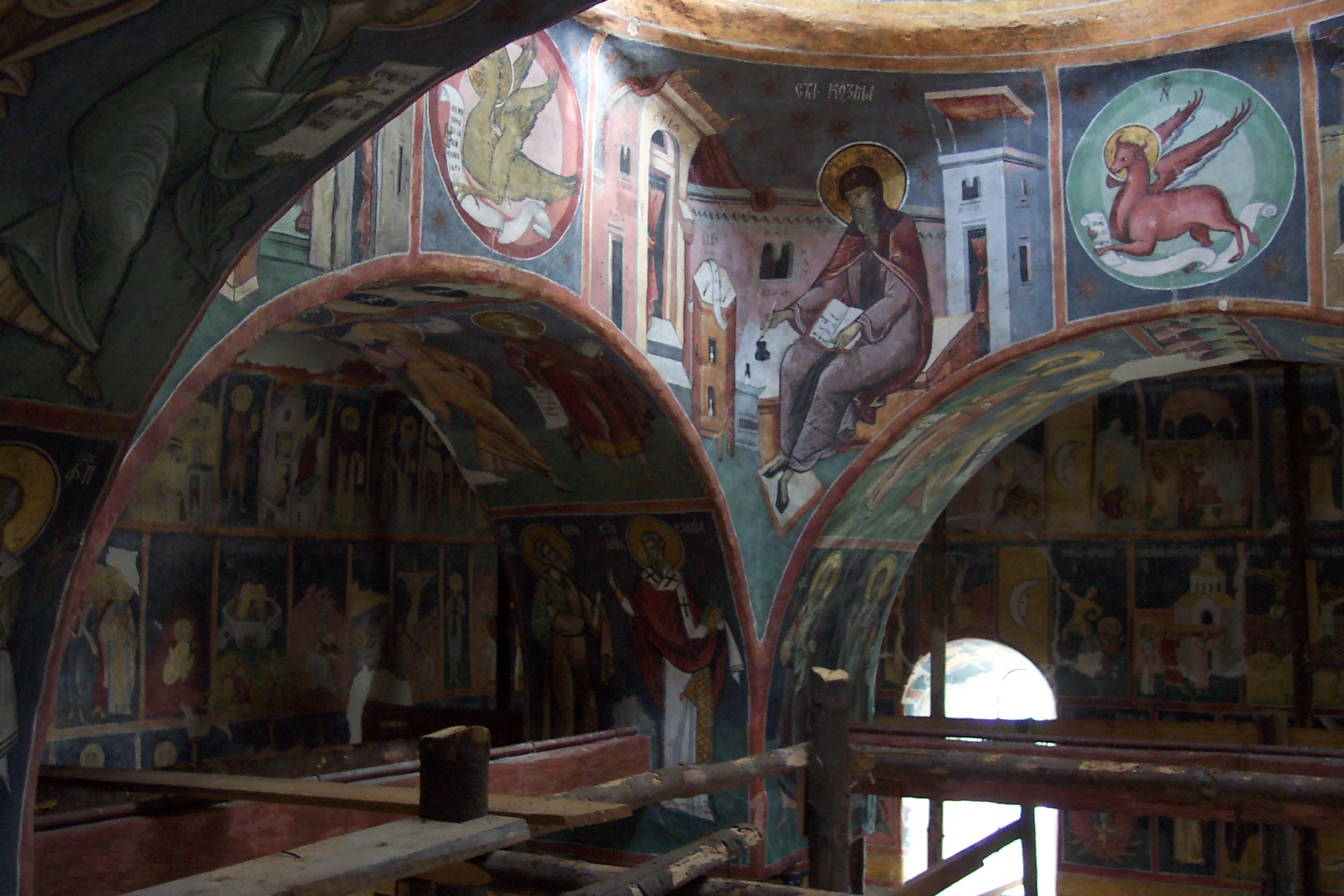
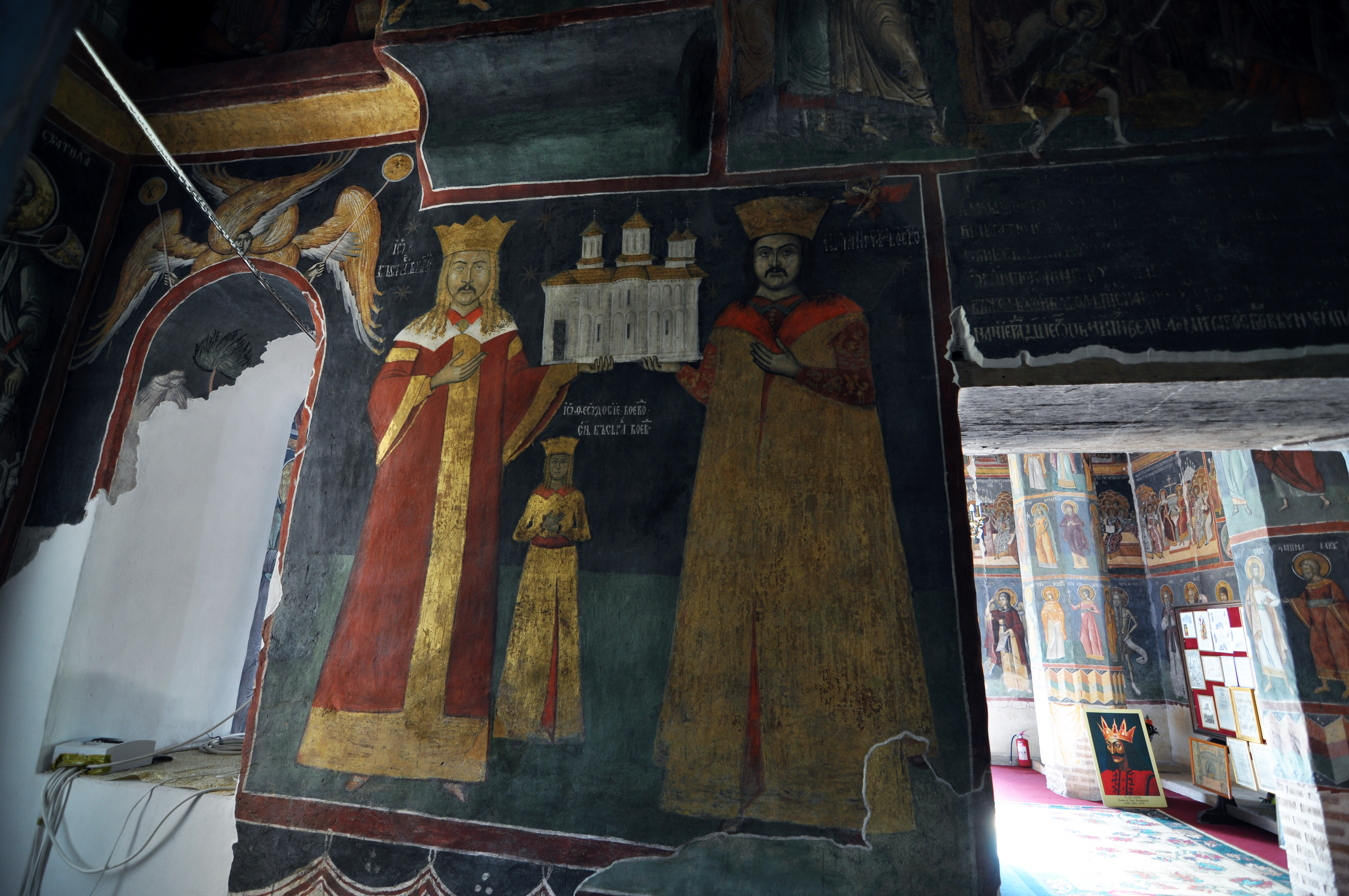